# James MacCullagh
James MacCullagh (Landahaussy, 1809 – Dublino, 24 ottobre 1847) è stato un matematico irlandese.
Nacque a Landahaussy, vicino a Strabane, nella contea di Tyrone, in Irlanda.
MacCullagh fu membro del Trinity College di Dublino, dove conobbe William Rowan Hamilton.
Nonostante fosse specializzato in ottica, si concentrò anche sulla geometria, dando alla luce il libro Sulle superfici di secondo ordine (1843).
Nel 1842 ricevette la Medaglia Copley. Discusse con Charles Babbage, suo fidato amico, sugli svantaggi e i vantaggi dell'analisi matematica.
Soffrendo di superlavoro, depressione e ansia di perdere le sue doti matematiche, morì suicida nel 1847 tagliandosi la gola nella sua stanza al Trinity College di Dublino.